# Rudolf Kastner
Rudolf Kastner (connu en hongrois comme Rezső Kasztner et en hébreu comme ישראל קסטנר, Israel [Yisrael] Kastner), né à Kolozsvár (aujourd'hui Cluj) en avril 1906 et mort assassiné le 15 mars 1957 à Tel-Aviv, est un avocat, un journaliste et le dirigeant du Va'adat Ezrah Vehatzalah (Vaada), ou comité d'aide et de secours, pendant l'occupation de la Hongrie par les nazis lors de la Seconde Guerre mondiale.
Après avoir milité dans les rangs des militants sionistes de gauche en Roumanie durant les années 1920 et 1930, il se distingue pendant la Seconde Guerre mondiale en aidant de nombreux Juifs à fuir la Pologne occupée par les Allemands, et aidant les Juifs de Slovaquie à fuir l'extermination. Lorsque la Hongrie est envahie par la Wehrmacht et que débute la Shoah en Hongrie, il est chargé par le comité de négocier avec les dirigeants SS l'autorisation pour 1 684 Juifs de quitter la Hongrie pour la Suisse, en échange d'argent, d'or et de diamants, dans ce qui est appelé le train de Kastner ou le transport Kastner. Il participe aussi au transfert de 21 000 Juifs vers le camp de Strasshof à Strasshof an der Nordbahn, où la plupart échappent à la déportation vers le camp d'Auschwitz.
Après avoir témoigné lors des procès de Nuremberg, il émigre en Israël, où il est pris dans une polémique entre le Mapaï au pouvoir et le Hérout et les sionistes révisionnistes sur le jugement à porter sur le comportement des Juifs de la Diaspora et de Palestine durant la Shoah. Ce débat aboutit à un procès pour délit de presse où il est plaignant, mais ses adversaires retournent le sens du procès en s'appuyant sur ses mensonges et les négociations avec Eichmann, ce qui débouche sur un verdict qui lui est extrêmement défavorable en 1955, après un an et demi de procès. Deux ans après, il est assassiné par des membres de la milice d'extrême-droite Lehi. Il est finalement réhabilité à titre posthume par la Cour suprême d'Israël en 1958, lors de l'appel du premier procès.
Oskar Schindler le considérait comme « l'homme le plus courageux qu'[il ait] rencontré » et l’historien Yechiam Weitz estime qu’« il a sauvé plus de Juifs qu’aucun autre juif avant ou depuis ».

## Jeunesse

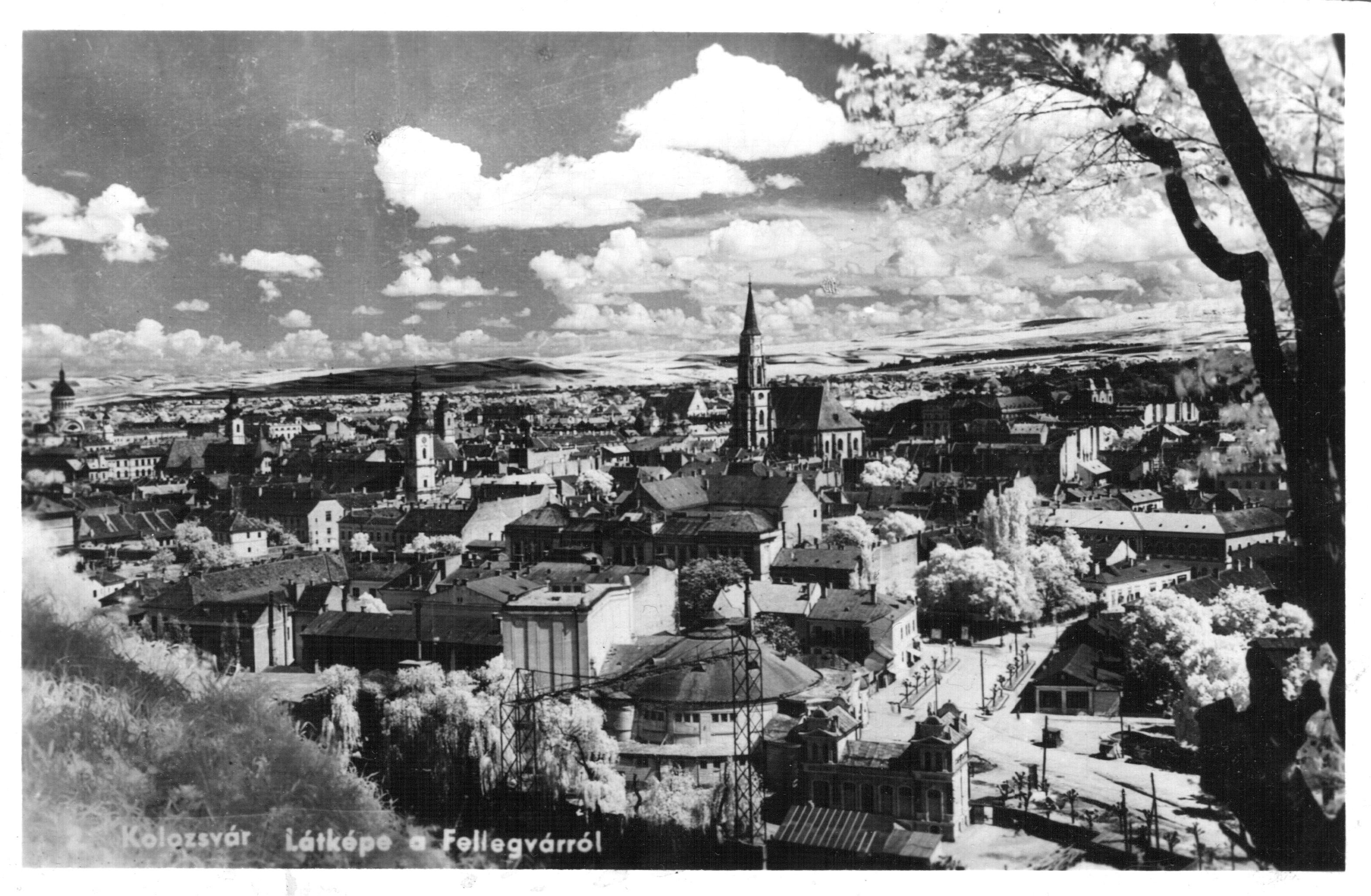
Kolozsvar en 1940.

Rezsö Kasztner est né à Kolozsvár (région de Transylvanie, alors en Autriche-Hongrie, aujourd'hui Cluj) en 1906,,. Il passe toute sa jeunesse en Transylvanie. Après l’éphémère république démocratique hongroise, la ville est rattachée officiellement à la Roumanie la dernière semaine de 1918.
Il commence des études de droit, mais travaille comme journaliste dans un journal quotidien juif hongrois, le Ùj Kelet (Le nouvel Est) de 1925 à 1940,), publié de 1920 à 1941. Il en devient rapidement le correspondant politique et parlementaire, ce qui lui permet de bien connaître la classe politique roumaine. Parlant couramment cinq langues, il intervient souvent pour régler les fréquents différents opposant les communautés juives à diverses factions politiques. Il est militant sioniste très tôt, et milite dans le Ichud, parti socialiste et sioniste. En 1934, il épouse Elisabeth Fischer, fille de Josef Fisher, député et président de la communauté juive de Cluj. Il milite également au sein du Aviva-Barissia, et devient secrétaire du parti national juif, représenté au parlement roumain.

## Début de la guerre

Joel Brand jeune.

Fin 1939, il participe à la création d’un centre d’information pour les réfugiés juifs arrivant d’Allemagne, d’Autriche et de Pologne à Cluj. La Transylvanie est annexée par la Hongrie en août 1940 par le deuxième arbitrage de Vienne ; Cluj devient Kolozsvar et passe sous domination hongroise. En 1941, le gouvernement hongrois ferme son journal pour ses positions sionistes. Kasztner déménage à Budapest en 1942 pour trouver du travail (ou en 1940 selon la YIVO).
D'origine juive, il est contraint d'abandonner le journalisme après l'application des lois antisémites du régime Horthy. Il vit ensuite modestement à Budapest, travaillant pour des organismes sionistes tels que le Keren Kayemeth LeIsrael. Il devient président de l’association sioniste hongroise en 1943. Le fait qu'il soit sioniste et socialiste le distingue des notables juifs hongrois, orthodoxes ou libéraux, qui prônaient plutôt l'assimilation et se considéraient comme des « Hongrois juifs », méfiants à l'égard de juifs venus d'ailleurs. Il venait en fait d'un milieu différent de celui des notables de la communauté juive hongroise qui fournirent les rangs des Judenräte.
Dans la Hongrie d’alors, les Juifs se sentent en sécurité, héritiers d’un siècle de participation à la modernisation du pays, depuis la révolution de 1848, bien que seuls les élites juives y croient à partir de 1918. Ces élites ne s’attachent pas aux persécutions antisémites et restent patriotiques, croyant que rien de ce qui se passait dans le reste de l’Europe ne pourrait se produire en Hongrie. Aussi, les juifs de toutes classes pensaient qu’en Hongrie, ils survivraient à la guerre, même ruinés. Dès lors, les dirigeants de l’importante communauté juive du pays (plus de 800 000 personnes) négligèrent d’informer leurs coreligionnaires sur la réalité de la Shoah. Même après l’invasion de la Hongrie par la Wehrmacht, ils crurent que le dictateur Horthy les protégerait, ce qu’il ne fit pas.
En décembre 1941, Kasztner avertit les Juifs de l’extermination menée sur le front de l'Est par les Einsatzgruppen et cofonde en janvier 1943 (ou 1942 selon les sources) le Comité d’assistance,, avec Joël Brand, Ottó Komoly, (qui le présida, avec Kasztner comme vice-président mais qui en devint de fait le dirigeant), Samuel Springmann (trésorier), deux Juifs orthodoxes sionistes et Ernst Szilagyi, de l'Hachomer Hatzaïr (gauche). Celui-ci, allant à l'encontre des sentiments des notables juifs hongrois, aide les réfugiés polonais et slovaques à traverser la frontière pour s’installer en Hongrie où ils sont discriminés mais pas déportés vers les camps de la mort,. Ce comité travaillait en lien avec la Slovaquie et Istanbul. C’est par le biais de ce comité qu’il rencontre Oscar Schindler en décembre 1942 quand celui-ci vient en Hongrie informer les membres du comité des atrocités nazies en Pologne.
Fin 1943 et début 1944, le gouvernement hongrois négocie avec les Alliés. En preuve de sa bonne volonté, il aide un groupe de prisonniers de guerre anglais, américains et français, évadés, à passer au Moyen-Orient avec l'aide des partisans yougoslaves. Ayant entendu parler de cette information, R. Kasztner obtient de Keresztes-Fischer, ministre de l'Intérieur, qu'un groupe de juifs très vulnérables soient mêlés à ces groupes d'évadés.
Le 14 mars 1944, Josef Winninger, de l’Abwehr de Budapest, avertit Kasztner de l’imminence de l’invasion allemande de la Hongrie. Le 16, l’antenne d’Istanbul du comité télégraphie qu’un navire attend à Constanta les 600 juifs détenteurs d’un visa pour la Palestine.

## Négociations pour sauver des Juifs

### L’invasion de la Hongrie et les premières négociations: le plan Europa
Le 19 mars 1944, la Hongrie est envahie par le IIIe Reich à cause de son double jeu avec les alliés, le premier ministre Miklós Kállay résistant aux demandes allemandes de livrer les juifs de Hongrie et tentant de négocier une paix séparée avec les Alliés. Très rapidement, le Kommando Eichmann constitue des ghettos pour les juifs et organise leur extermination. Les dirigeants juifs n’ont pour la plupart aucune solution pour préserver leur coreligionnaires, et suivent les conseils des juifs réfugiés de Slovaquie, qui croient avoir interrompu la Shoah en Slovaquie en corrompant Dieter Wisliceny (alors que l’interruption du processus tient aux demandes en ce sens du dictateur Tuka,). Le jour même, Dieter Wisliceny et Hermann Krumey convoquent les responsables de la communauté juive pour le lendemain, rencontre lors de laquelle ils ordonnent la création d’un Judenrat, établi dès le lendemain 21. Le jour même, un de ses membres rencontre Wisliceny pour lui demander la libération de son frère ; et dès le 23, le Judenrat lance son premier appel au calme. C’est à ce moment qu’a lieu la première offre de négociation, faite par Wisliceny, sur la base du plan Europe qui permettait aux juifs de payer pour la non-ghettoïsation, la non-expulsion, l’autorisation de l’émigration et des vies sauvées.
Le 3 avril, l’US Air Force bombarde Budapest. Des immeubles juifs sont réquisitionnés pour reloger des chrétiens. Le 4, les autorités hongroises commencent à enfermer les Juifs dans des ghettos.
Dès le 5 avril 1944, Kasztner et Joel Brand rencontrent Dieter Wisliceny, Paul Carl Schmidt, SS, Josef Winninger, de l’Abwehr, et Erich Klausnitzer, de la Gestapo. Du côté allemand, on demande 2 millions de dollars pour arrêter les déportations, soit les clauses du plan Europa. Rapidement, trois millions de pengös (soit 92 000 dollars) sont versés par Kasztner à des proches d’Eichmann, puis le restant pour parvenir à un premier acompte de 200 000 dollars le 21. Mais le plan Europe est abandonné, malgré les paiements déjà effectués. C’est alors qu’on lui fait la proposition de laisser émigrer 600 juifs qui ont déjà un visa pour la Palestine, plus cent autres, en l’échange de cent mille pengös par personne (environ 3 000 dollars).

### Négociations pour un train de rescapés etTrucks for blood

Eichmann en 1942.

Se fondant sur l’exemple erroné de la Slovaquie, les dirigeants juifs hongrois acceptent de négocier. Pour les SS, il s’agit d’éviter les principales difficultés dans la déportation des juifs de Hongrie et de récupérer la plus grande part possible de leurs richesses. Certains dirigeants juifs en étaient conscients, mais pensaient pouvoir gagner du temps. Kasztner a vu les négociations sur les 600 juifs pourvus d‘un visa comme un test du sérieux des autres propositions des nazis.
Le 25 avril, Eichmann propose de vendre 10 000 juifs contre des camions et du matériel de guerre à Joel Brand,. Selon d’autres historiens, la rencontre a lieu pendant l'été 1944, et c’est le comité d'assistance qui voulait aboutir à un échange de 10 000 camions fournis à l'armée allemande via l'Agence juive par les Britanniques en échange du sauvetage d'un million de juifs,. Eichmann demande, et le comité d’assistance accepte, des biens manquant à l’Allemagne : du savon (2 millions), 200 tonnes de thé, 800 tonnes de café, du tungstène, etc,,. Ces livraisons devaient, au départ des négociations, permettre d’envoyer 20 000 juifs en Autriche plutôt qu’à Auschwitz. Les partisans de Kastner[Qui ?] soutiennent que cet accord sur le train faisait partie d'un projet beaucoup plus important de négociations pour sauver tous les Juifs hongrois[réf. nécessaire] : d'après Joël Brand, camarade de Kastner au Comité d'aide, Eichmann lui aurait proposé d'échanger « un million de Juifs hongrois contre 10 000 camions ». La proposition, dont la fiabilité demeure une question de spéculation selon l'historien Raul Hilberg — d'autres, comme l'historien Miroslav Kárný (en), considèrent que cette proposition fut un leurre, affirmant entre autres qu'il n'y avait déjà plus, à cette date, « un million de Juifs » dans le Reich — ; Raya Cohen le considère comme « irréalisable ».. De même, la question de savoir si c’est Eichmann qui a proposé le marché ou si c’est Kasztner (comme l’écrit Leora Bilsky, partisane de Kasztner.), dépend de quel témoignage, celui d’Eichmann ou de Kasztner, est privilégié.
Le 10 mai, Kasztner est arrêté par le Sipo-SD, à l’instigation de Brand et Bandi Grosz, avec qui il s’oppose à propos de la mission à Istanbul. Il est libéré deux jours plus tard. Le 15, les déportations de masse des Juifs de Hongrie commencent. Le 17, Brand et Grosz partent pour Istanbul via Vienne. Joël Brand, pris pour un espion, est arrêté par les Britanniques dès son arrivée à la gare d’Alep et expédié en prison au Caire, mais peut communiquer avec les responsables sionistes locaux, ce qui lui permet de transmettre un message à l’ambassadeur des États-Unis à Ankara, Laurence Steinhardt, également juif. Les négociations avec l’Agence juive ne peuvent continuer. Kastner décide alors de bluffer, et continue les négociations, faisant preuve de chutzpah selon Tivadar Soros,. Il rencontre Eichmann le 22, qui lui confirme que 600 juifs détenteurs de passeports palestiniens peuvent être sauvés,. En négociant, Kasztner réussit à faire augmenter ce nombre à 1 685 Juifs, contre plusieurs conditions :
- le versement d'une somme de 1 000 à 2 000 dollars par personne sauvée ;
- le secret sur l’opération, qui garantissait aux SS de pouvoir mener leurs opérations de déportation dans le calme, en évitant un épisode semblable à l’insurrection du ghetto de Varsovie[9].

Pendant ces négociations, les déportations de Juifs continuent à un rythme de 12 000 par jour.
La plupart des passagers ne peuvent pas se procurer une telle somme,. Aussi Kastner met-il aux enchères 150 places pour des Juifs fortunés de façon à payer les places pour les autres. En plus, l'officier SS Kurt Becher, l'envoyé d'Heinrich Himmler, insiste pour que 50 sièges soient réservés aux familles de personnes qui lui ont versé de l'argent personnellement afin d'obtenir de sa part certaines faveurs, moyennant la somme de 25 000 dollars par personne. Becher lors des négociations réussit aussi à augmenter le prix de la place de 1 000 à 2 000 dollars. Le montant total de la rançon est estimé par la communauté juive à 8 600 000 francs suisses, bien que Becher lui-même la chiffre à seulement 3 000 000 de francs suisses. Becher était motivé par sa croyance en la défaite finale de l’Allemagne nazie,. Les personnes qui montent dans le train sont sélectionnées par un comité restreint, formé de Kasztner, Otto Komoly, et d’autres dirigeants juifs hongrois. Ce sont principalement des juifs fortunés, des dirigeants sionistes, quelques rabbins importants dont Joel Teitelbaum, de la dynastie des Satmar, des amis et la famille de Kasztner. Par la suite, Kasztner s’est défendu de ce dernier choix en indiquant qu’il l’a fait pour convaincre les autres de la sûreté du convoi. Un total de 338 juifs venaient du ghetto de Kolozsvár (la plupart proches de Kasztner). Il y avait aussi des journalistes, des enseignants, des artistes, des infirmières, des femmes au foyer avec des enfants, des paysans, des petits entrepreneurs.
Le 25, Wenia Pomerantz explique le projet à Moshé Shertok et David Ben Gourion. Le même jour, l’ambassadeur Steinhardt prévient le Département d'État. Shartok et Ben-Gourion rencontrent le Haut-Commissaire britannique en Palestine le 5 juin, MacMichael, et lui parlent du projet, qu’il rejette.
Le 27 mai, Kasztner est arrêté par la police hongroise avec sa femme, Hansi Brand, Sholem Offenbach, trésorier de la Vaada, et son épouse. Hansi Brand est passée à tabac, restant alitée une semaine. Ils sont libérés le 2 juin, après intervention des SS.

### Le trajet du train Kasztner

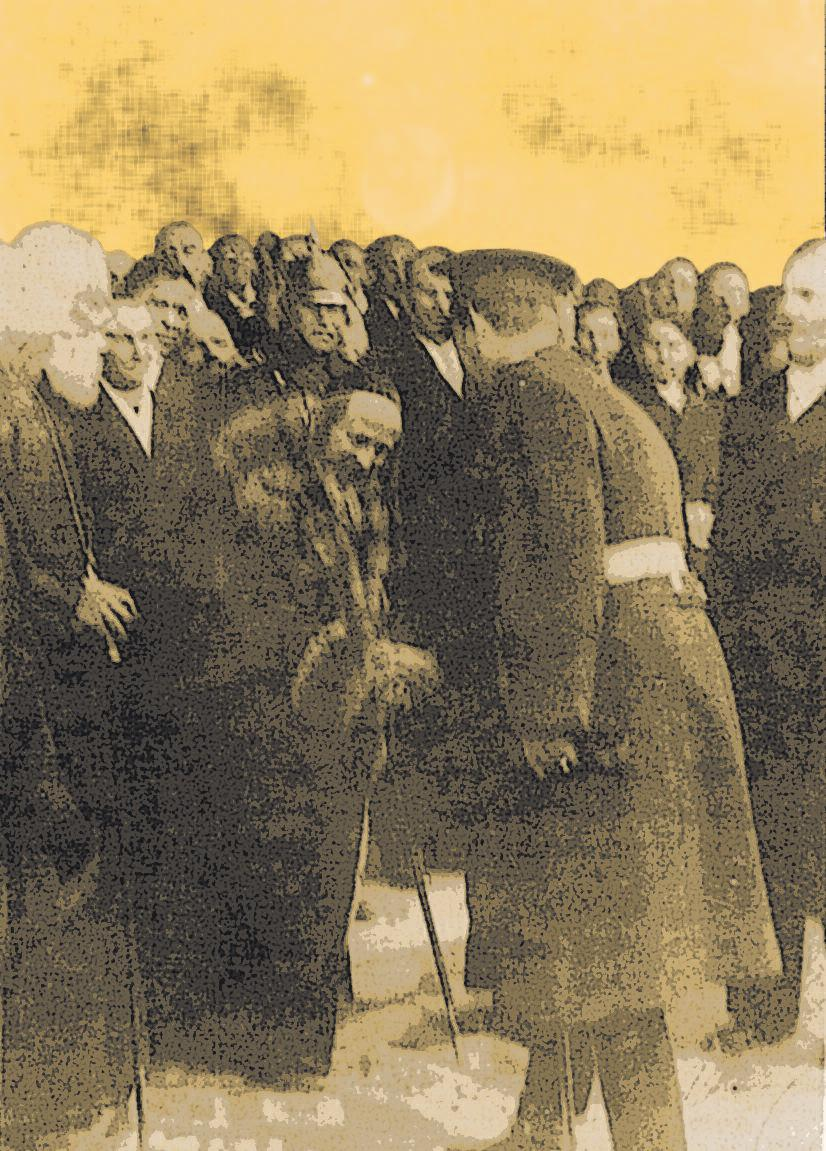
Le rabbin Joel Teitelbaum, un des rescapés du train Kasztner, ici en 1936.

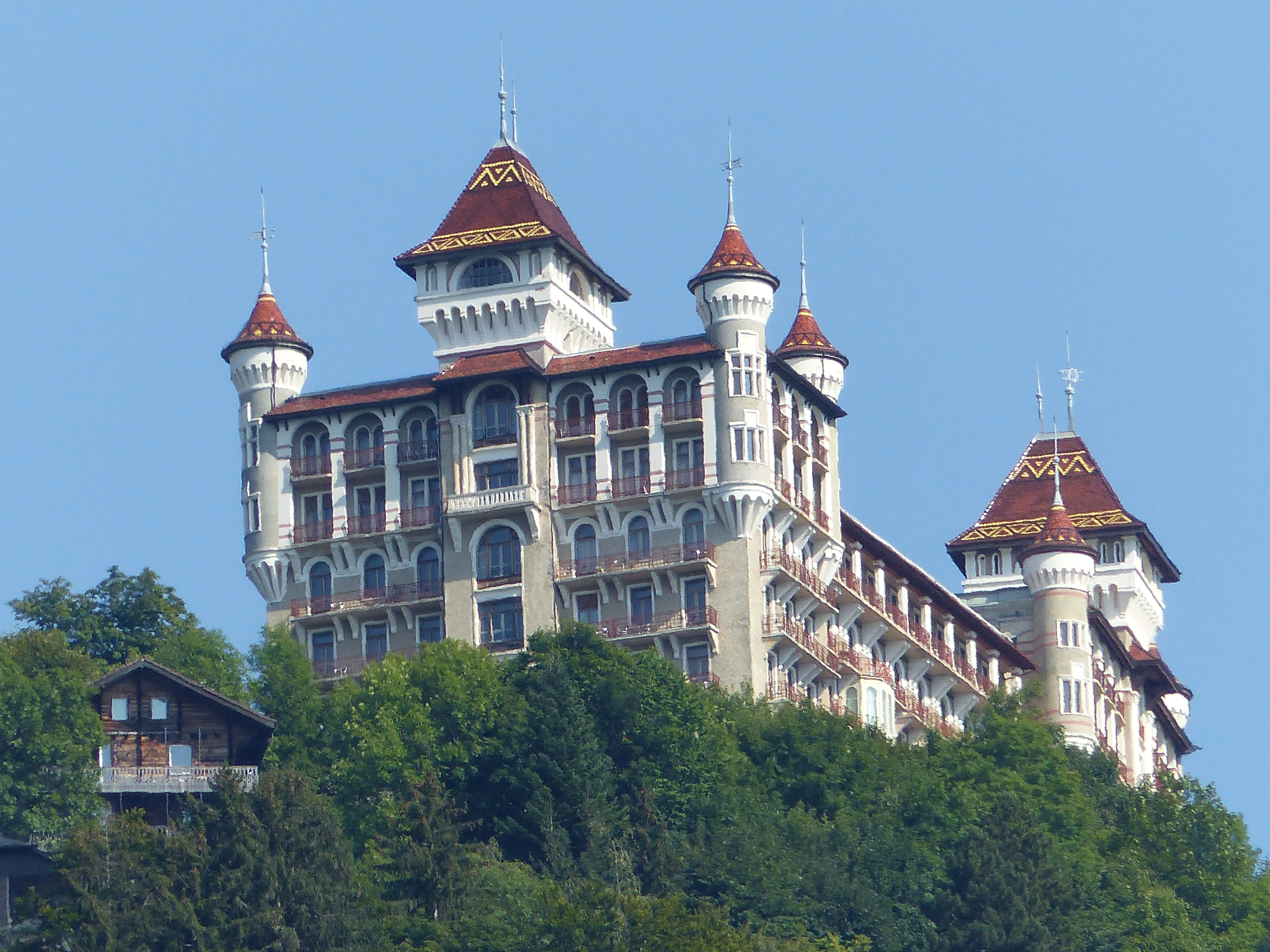
Le Caux-Palace, point d'arrivée des passagers du train Kasztner.

Le 10 juin, 388 Juifs du ghetto de Kolozsvár (sur 18 000) embarquent dans un train pour Budapest. Ils sont enfermés dans un camp qui leur est réservé, dans la cour de l’institut Wechselmann pour les sourds.
Le 30 juin 1944, le train part de Budapest avec 1 686 Juifs à bord mais, contrairement à la parole donnée à Kastner, il est dirigé vers le camp de Bergen-Belsen, où il arrive le 8 juillet. Les passagers furent gardés pendant quelques semaines dans une section spéciale du camp de concentration, Ungarnlager (le camp des Hongrois) ou Bevorzugtenlager (camp des privilégiés). Ainsi, Eichmann conservait des otages pour forcer Kasztner à garder le secret. En août, 318 enfants sont admis à partir pour la Suisse, pays resté neutre. En décembre 1944, le reste des passagers (certains sont morts entre-temps), mis à part 17 qui furent contraints de rester à Bergen-Belsen sous différents prétextes, est autorisé à partir pour la Suisse dans le même train. Les passagers du « train Kastner » sont accueillis en Suisse au Caux-Palace, un palace en déshérence, situé au-dessus de Montreux, qui avait accueilli jusque-là surtout des aviateurs anglais et américains évadés de camps de prisonniers. Parmi les passagers se trouve le rabbin Joël Teitelbaum de la dynastie hassidique de Satmar ainsi que sa cour, quelques leaders du mouvement orthodoxe et néologue, des réfugiés polonais et slovaques, des militants sionistes, ainsi que Peter Munk, fondateur de Barrick Gold, leader mondial de la production d'or. Pendant cette période, Kastner fait de nombreux allers et retours en Suisse, en liaison avec l’American Jewish Joint Distribution Committee (JDC) : mais pour Eichmann, l’argent ne remplace pas les camions, et les négociations se tendent. Kastner continue son bluff pendant cette période,.
En mai 1944, Kastner et beaucoup d'autres responsables juifs savent, après avoir reçu fin avril 1944, le rapport Vrba-Wetzler, que les Juifs sont envoyés à la mort. Ce rapport est communiqué aux responsables des organisations juives dans l'espoir que les Juifs hongrois soient avertis qu'ils sont envoyés dans des camps de la mort et non dans des camps de regroupement. Ce rapport n'est pas non plus rendu public par Kastner et les autres responsables de la communauté juive hongroise. C’est à peu près à cette période que des parachutistes juifs de Palestine, servant dans l’armée britannique, sont parachutés en Hongrie et rencontrent le comité d’aide. S’il est à peu près certain que les parachutistes sont dénoncés par leurs contacts hongrois, il est assuré que la réaction des membres du comité a été de leur demander de ne pas compromettre la réussite du sauvetage par le train, et de les laisser se débrouiller seuls. Yoel Palgi a même témoigné que, effrayé qu’ils puissent semer le trouble chez les Juifs, Kasztner lui aurait conseillé de se livrer à la Gestapo.
En particulier, le 3 mai 1944, lorsque Kastner se rend à Kolozsvár, douze jours avant le début des déportations, il omet d'informer la communauté juive, mis à part les notables à qui il offrait des places sur le train vers la Suisse, du sort qui les attend. Les nazis leur avaient fait croire qu'ils seraient « réinstallés » dans le camp de travail de Kenyérmező, un lieu fictif. Selon l'historien Maurice Kriegel :
« Ces notables [avertis par Kastner, lui-même venant d'un milieu différent des notables de la communauté juive hongroise] furent dès lors acculés à collaborer « objectivement » avec les nazis, puisque ceux-ci, par l'entremise de Kasztner, leur promettaient la vie sauve, à la condition formulée seulement de façon implicite mais sans qu'il y ait de doute sur le sens du marché, qu'ils diffusent des nouvelles rassurantes auprès du vaste public qui leur faisait confiance, endorment toute vigilance, et donnent la consigne d'obéir sans broncher aux ordres des autorités, hongroises ou allemandes. Opération de mystification répétée à plus grande échelle, lorsque la liste des passagers du train de la survie, dont le départ eut lieu effectivement le 30 juin 1944, fut élargie pour inclure non seulement les Juifs du ghetto de Kolozsvár, à l'origine pris en compte en priorité, mais les membres d'organisations juives de toutes sortes sur l'ensemble de la Hongrie (...) Et Kasztner n'oublia pas d'inscrire sa famille et ses amis sur la liste qui assurait le salut. »
La liste des passagers comprenait effectivement quelques centaines d’habitants de Kolozsvár, dont quelques douzaines de proches, dont la mère, l’épouse et le frère de Kasztner.
Le 14 juin, Eichmann offrit à Kasztner de sauver 30 000 autres juifs en les « mettant au frigidaire » en Autriche. En réalité, Kaltenbrunner lui avait présenté une requête urgente de main-d'œuvre pour l’agriculture et l’industrie autrichiennes. Kasztner, ignorant des motivations d’Eichmann, lui offrit 5 millions de francs suisses pour ces juifs envoyés à Strasshof au lieu d’Auschwitz. Et, bien que la survie de ces juifs, finalement au nombre de 18 000 (ou moins, si l’on tient compte des redéportations disciplinaires), repose sur l’extorsion de fonds, elle est aussi à mettre en partie au crédit de Kasztner,. Il est estimé que 75 % des 21 000 Juifs Hongrois déportés à Strasshof ont survécu grâce à cet accord entre le comité d'aide et de sauvetage et Adolf Eichmann,.
Le 18 juillet, la gendarmerie hongroise arrête Kastner. Il est retenu 9 jours.
À l’été 1944, Becher et Kastner visitent différents camps de concentration. Becher réussit à faire croire à Kasztner qu’il avait interrompu la déportation des Juifs de Hongrie en août, le processus d’extermination en octobre, les marches de la mort d’Obuda et de sauver les juifs du ghetto de Budapest, pensant que cela pourrait l’aider à survivre après la défaite. Kastner, de son côté, contribue à d’autres sauvetages, dont certains peuvent être prouvés par des preuves et des témoignages et aide les prisonniers des camps à survivre à la guerre.
Le 21 août, Kastner rencontre pour la première fois Saly Mayer, du JDC, sur un pont entre l’Autriche et la Suisse, avec Kurt Becher. C’est à ce moment que les 318 premiers juifs du premier train Kasztner sont transportés en Suisse à partir de camp de Bergen-Belsen. Plus de 1 300 personnes du train Kasztner restent dans le camp de concentration. D’autres rencontres ont lieu du 3 au 5 septembre, entre Mayer, Kasztner et des représentants de Becher, puis le 28 septembre.
Début novembre, il y a une autre série de rencontres avec Sally Mayer, Becher et Roswell McClelland, à Saint-Gall et Zurich. Kastner rencontre ensuite Himmler à Budapest le 26. Finalement il part pour la Suisse le 28, avant de rencontrer une nouvelle fois Mayer le 5 décembre, à la frontière. Et ce n’est qu’après cette rencontre que, le 7, le deuxième train Kastner entre en Suisse.

### Fin de la guerre
Il retourne ensuite à Vienne rencontrer Wisliceny le 9 janvier 1945, et participe à une nouvelle réunion entre Mayer, Becher et un autre SS à la frontière suisse le 11 février. De janvier à avril 1945, Kasztner réside à Vienne, dans un hôtel où logeaient également les officiers SS. Il fournit de l’argent et une partie des approvisionnements en matériel à un hôpital de Vienne réservé aux Juifs. Il circule également avec Becher pour faire la tournée des camps de concentration et transmettre les ordres de Himmler, qui interdisait la destruction des camps et des prisonniers à l’approche des armées alliées. Ces déplacements se font en Mercedes arborant des fanions SS, ce qui commence de susciter des doutes sur sa conduite. Il ne retrouve sa femme en entrant en Suisse qu’en avril 1945.
Selon les historiens de la Shoah Yehuda Bauer et Randolph Braham, le fait que les Juifs du ghetto de Budapest n’aient pas été déportés (130 000 survivants à la fin de la guerre) est en grande partie, mais pas totalement, à mettre au crédit de Kasztner.

## Témoignages aux procès de Nuremberg
Après la guerre, Becher est jugé à Nuremberg pour crimes de guerre. Kastner témoigne en sa faveur, déclarant que Becher est « taillé dans un bois différent de ceux des meurtriers de masse professionnels de la SS politique ». Au total, Kastner témoigne cinq fois, de 1946 à 1948, en faveur de Becher et d'autres SS impliqués dans les négociations sur le train et la rançon. Ces témoignages ne le défendent pas, mais ne l’accablent pas et sont un élément décisif pour lui éviter la peine de mort. Becher ne passe que trois ans en prison et devient un richissime homme d’affaires après-guerre,. Lors de ces années de procès, Becher aurait accepté de restituer une partie de son butin à l’armée du jeune État juif,. Grâce à ce témoignage, Becher n’est pas jugé comme criminel de guerre,.
Kastner écrit en juillet 1948 au trésorier de l’Agence juive : « Kurt Becher était un ancien colonel SS, en fonction durant l’opération de sauvetage en tant qu’officier de liaison entre Himmler et moi-même. Il fut relâché de la prison de Nuremberg par les forces d’occupation alliées grâce à mon intervention personnelle ». Selon Sonia Combe, c’est cette lettre qui lui coûta la vie.
D’après des archives existantes, le témoignage de Kastner aurait été négocié avec l’Agence juive, notamment son trésorier Elezier Kaplan.
Kastner témoigne également lors de l’instruction de Dieter Wisliceny et de Herman Krumey, qui ont participé aux négociations du train,, ainsi que pour Hans Jüttner et Herbert Kettlitz, proche collaborateur de Becher, pour un total de cinq témoignages entre 1946 et 1948. Il fournit également des informations aux Alliés pour leur permettre d’identifier les rôles des différents dignitaires et gradés nazis, toujours en préparation des procès de Nuremberg.

## L’après-guerre

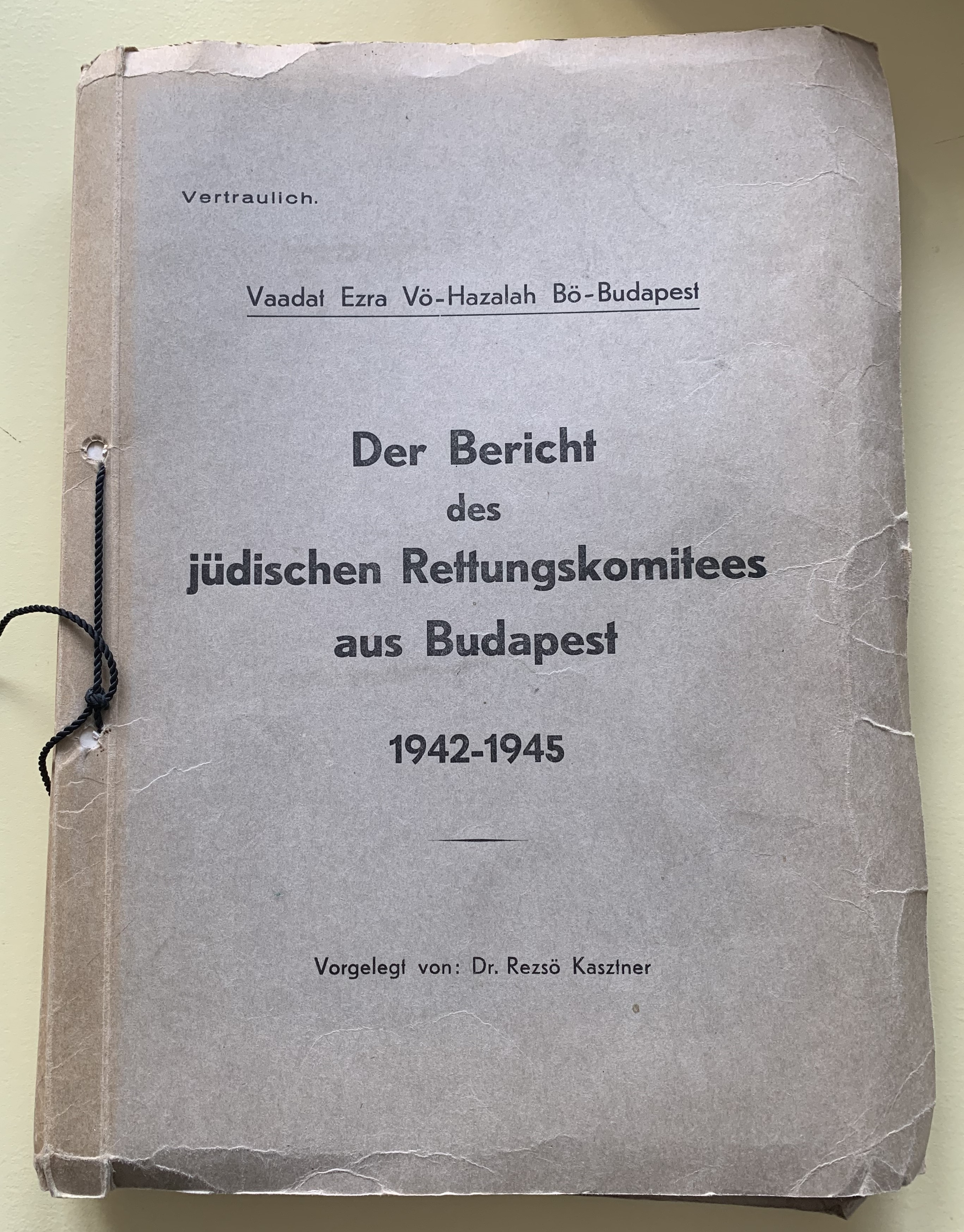
Rapport Kasztner (1942-1945), document original du Palais fédéral à Berne, dans la collection du Musée juif de Suisse.

Lors du congrès sioniste de 1946, il est accusé par un militant hongrois d’avoir sciemment sacrifié les Juifs de Hongrie pour sa propre sécurité. Kasztner le poursuit devant le jury d’honneur du congrès, et rédige un long rapport sur ses activités durant la guerre. Le jury décide qu’en l’absence de preuves il ne peut se prononcer, mais recommande que les faits fassent l’objet d’une enquête approfondie dans le futur.
Il écrit un récit des négociations qui ont abouti au train Kastner sous le titre Le Grand marché humain (en hongrois : A nagy embervasar) ; il est publié sous forme de feuilleton par Haladas en 1947-1948.

### Émigration en Israël
Kastner émigre ensuite en Israël, où il est bien accueilli par Ben Gourion. Il devient actif au sein du Mapaï (centre-gauche),. Il devient journaliste dans la presse et la radio en hongrois et en roumain en Israël, participant à la recréation du journal Uj Kelet,, et créant Jövö, hebdomadaire en hongrois du parti Mapaï. Il est également à la tête de l’organisation des Juifs hongrois d'Israël. Mais il n’est pas considéré comme un héros, et se retrouve au centre de rumeurs et les rescapés hongrois de la Shoah lui témoignent de la rancœur,. Il est candidat deux fois mais ne réussit pas à être élu à la Knesset (Parlement israélien). Il est nommé porte-parole du ministre du Commerce et de l'Industrie en 1952. C’est aussi le moment où le gouvernement israélien négocie des réparations avec l’Allemagne, ce qui déclenche une polémique nationale, la droite de Begin l’accusant de trahison et de négocier le prix des juifs assassinés.

## Les procès Kastner

### Origines
Son rôle dans les négociations avec les SS est mis en lumière en 1953, quand il est accusé dans un pamphlet auto-publié de Malchiel Gruenwald :
1. de collaboration avec les nazis ;
2. d'avoir favorisé le meurtre des Juifs hongrois ;
3. d'être complice avec l'officier nazi Kurt Becher du vol de biens juifs ;
4. d'avoir, après la guerre, évité à Becher le châtiment qui lui était réservé.

« 
Pendant trois ans j’ai attendu ce moment. L’odeur de cette charogne pourrissante remplit mes narines. Ce sera des funérailles de la meilleure sorte ! Le Dr Rudolph (Reszö) Kasztner doit être liquidé. J’attendais le moment de conduire cet arriviste, qui profité des crimes et des vols d’Hitler, devant la justice. [...] Je le vois comme le meurtrier par procuration de mes frères bien-aimés,.
 »
Les quatre points cités plus haut sont une mise en forme rationnelle intervenue durant le procès et qui est le fait du juge Halevi. Le pamphlet est beaucoup plus confus.
Gruenwald, qui est un juif hongrois, a perdu des dizaines de proches dans la Shoah. Depuis son arrivée en Palestine, il publie chaque semaine ses Lettres à mes amis en Mizrahi, et c’est le numéro 51 d’août 1952 qui attaque Rudolf Kasztner. Son pamphlet est distribué gratuitement dans les cafés de Jérusalem.
Il appelle donc à « liquider » Kastner. Gruenwald accusait en outre Kastner d'avoir été placé en bonne position sur la liste législative du Mapaï, alors qu'en fait il avait été placé suffisamment bas pour que le Mapaï soit sûr qu'il ne soit pas élu. Enfin, il avance que cette collaboration dans le processus d’extermination des Juifs d’Europe lui aurait profité financièrement.
Ces accusations font la une du journal de droite Hérout (en).
Le souvenir de la Shoah agite alors les esprits en Israël : « Une personne dans la rue pouvait en accuser une autre d’avoir été un Kapo dans un camp ».
Gruenwald est aussi membre d’un mouvement orthodoxe d’extrême-droite, et il ne fait aucun doute qu’il a à la fois des motivations personnelles et des motivations politiques : il espère obtenir le renvoi de Kasztner, nuire au Mapaï, et provoquer une enquête sur l’extermination des Juifs de Hongrie. Gruenwald est lui-même plus tard accusé d'avoir demandé aux autorités britanniques d'empêcher un navire de réfugiés, le SS Patria (en), d'accoster en Palestine.

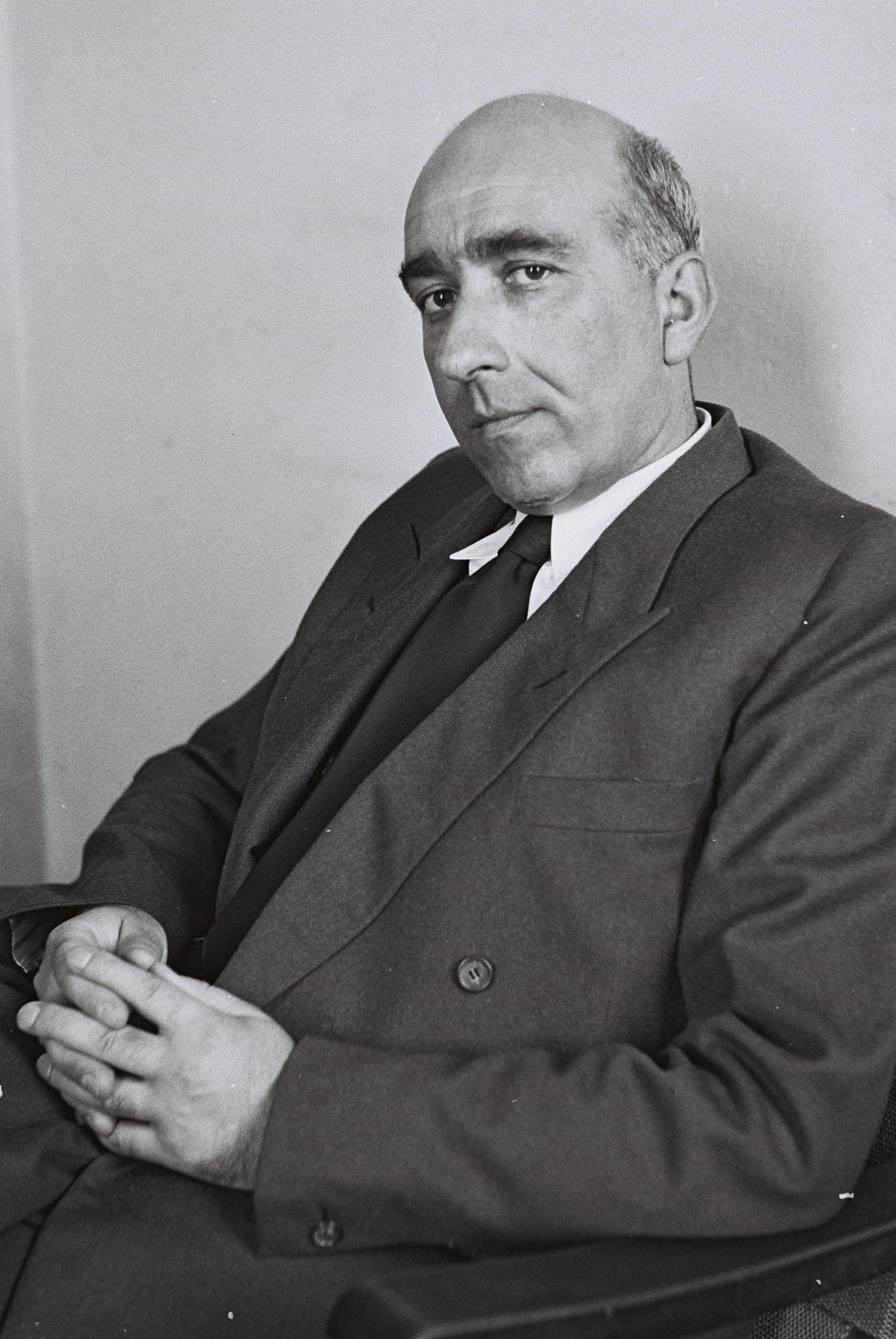
Le procureur général d’Israël Haïm Cohen en 1952.

Haïm Cohen, procureur général d'Israël, décide alors que les accusations de Gruenwald doivent soit faire l'objet de réparations lors d'un procès en diffamation, soit être admises par Kastner qui devrait alors démissionner, le nouvel État d'Israël ne pouvant se permettre, selon ses termes, qu'un homme sur lequel pèserait un soupçon sérieux de collaboration avec les nazis soit investi de fonctions officielles,.
Le procès a lieu une année électorale.

### Premier procès

#### Déroulement du procès

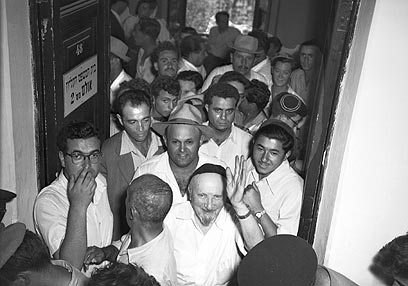
Gruenwald au tribunal.

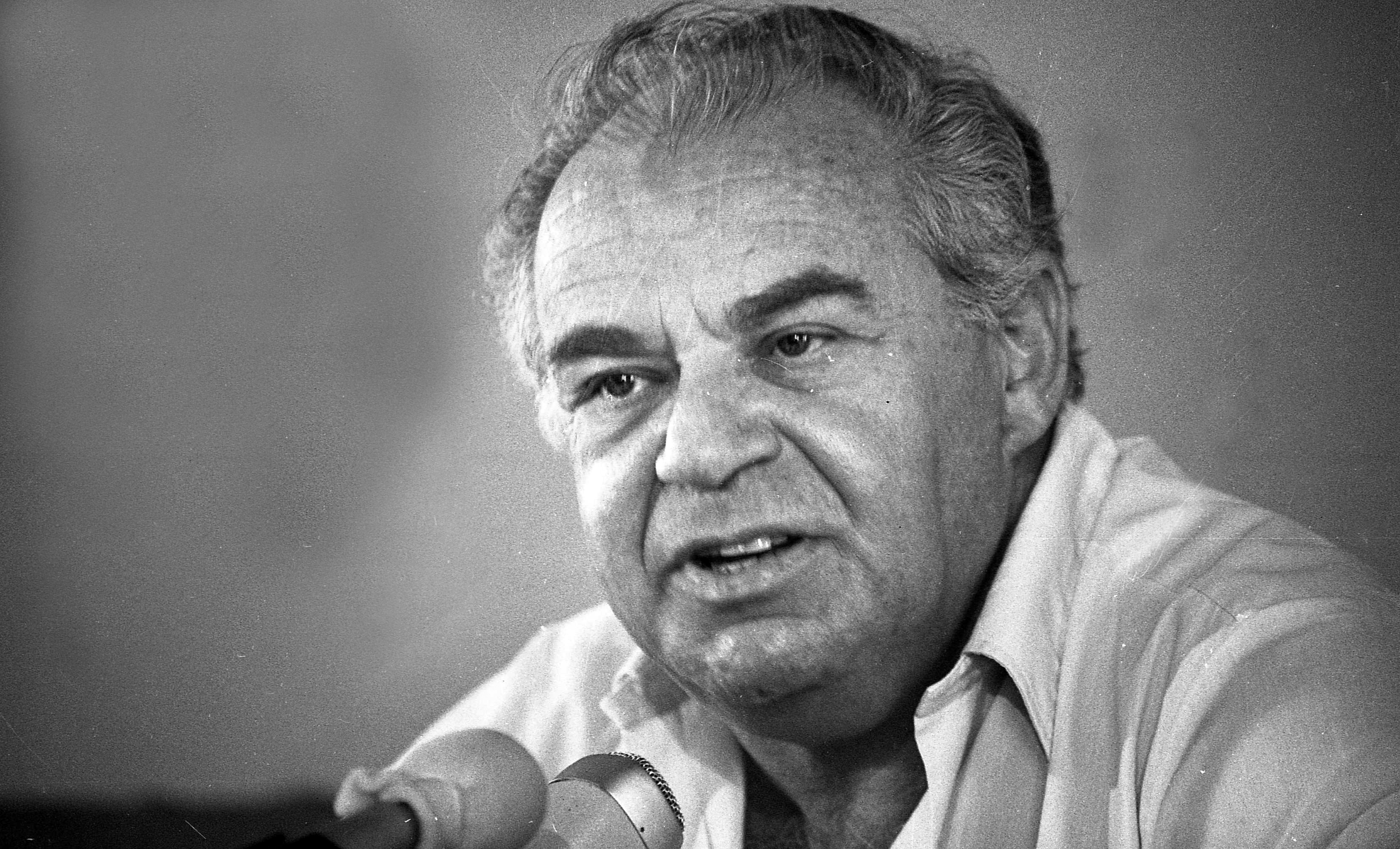
L'avocat de Gruenwald, Shmuel Tamir, ici photographié en 1980.

Gruenwald est poursuivi en justice pour diffamation par le gouvernement de centre-gauche pour le compte de Kastner. Son avocat, Shmuel Tamir, ex-chef du service des renseignements de l'Irgoun à Jérusalem et partisan de l'aile droite révisionniste du parti d'opposition Hérout conduit par Menahem Begin,. Le procès s’ouvre le 1er janvier 1954.
L’affaire est jugée devant le tribunal de district de Jérusalem, le juge est Benjamin Halevy, juge unique. Le cas ayant l’air simple au départ, on ne lui adjoint pas d’autre juge, et le procureur de départ est débutant. Benjamin Halevi est lui aussi opposant au Mapaï et à Ben Gourion. Si, l’affaire se révélant plus ardue à juger que prévu, le procureur est changé pour un autre plus expérimenté, le juge Halévi ne demande pas à être renforcé, ce qu’il aurait pu faire. Le procès est historique dès le départ, car il s’agit du premier procès où les actions d’un leader juif sous le nazisme sont jugées.
Kastner est sûr de lui. Il plaide la différence entre collaboration et négociation, et refuse d’être jugé par des gens qui n‘ont pas vécu la situation, dans une Hongrie où les Juifs se pensaient à l’abri (et où certains Juifs d’Europe centrale s’étaient réfugiés) et où il n’y avait pratiquement pas de mouvement de résistance juifs. Il ne lui restait plus que la corruption de SS pour agir. Dans le procès, le témoignage de Kastner à Nuremberg est utilisé par l’avocat Tamir comme une pièce-clé, alors que Kastner avait, dans un premier temps, nié avoir écrit des lettres témoignant en la faveur de Becher,. De la même manière, il ment à propos de sa rencontre avec les parachutistes juifs, disant qu’il a tout fait pour les aider, ce qui est démenti par Yoel Palgi. Appelée à la barre le 14 juin 1954, la mère de l'héroïne juive hongroise Hannah Szenes accuse aussi Kastner d'avoir refusé de la recevoir après l'arrestation de sa fille et de ne lui avoir fourni aucune aide. Le rabbin ultra-orthodoxe Joël Teitelbaum refuse de témoigner en sa faveur, de la même façon qu’il a toujours refusé de faire quoi que ce soit pour les personnes l’ayant aidé, selon son biographe M. Keren-Kratz.
Le procès Gruenwald devient, grâce à l’habileté de Tamir, le procès Kastner,, un procès politique contre Kastner et par ricochet contre le Parti travailliste,. Un des axes de sa défense est que, prévenus, les juifs de Hongrie auraient fui en Roumanie, se seraient battus ou auraient appelé le monde à l’aide, ce qui aurait permis au bilan de la Shoah en Hongrie d’être moins élevé. Le procès devient aussi celui du Mapaï : dans le Yishouv, un point de division entre les sionistes est la façon d’aborder les relations avec l’occupant britannique. Le Mapaï souhaitait coopérer contre le nazisme (ce qui aboutit à la création de la brigade juive ; les révisionnistes ont choisi de continuer à lutter contre l’occupant et considèrent que la Shoah a prouvé que la tactique du Mapaï conduit à la catastrophe. Tamir se sert donc du procès pour faire passer dans l’opinion cette leçon politique, un avertissement contre la voie pacifique de la négociation. Cela légitime évidemment le sionisme révisionniste comme le seul sionisme authentique et le seul capable de protéger les juifs. Lors du procès, il forge donc une association dans l’esprit du public entre Kasztner, le Judenrat, la mentalité du ghetto et la politique du Mapaï.
Le procès s’éternise et les plaidoiries ne sont prononcées qu’en septembre.

#### Verdict

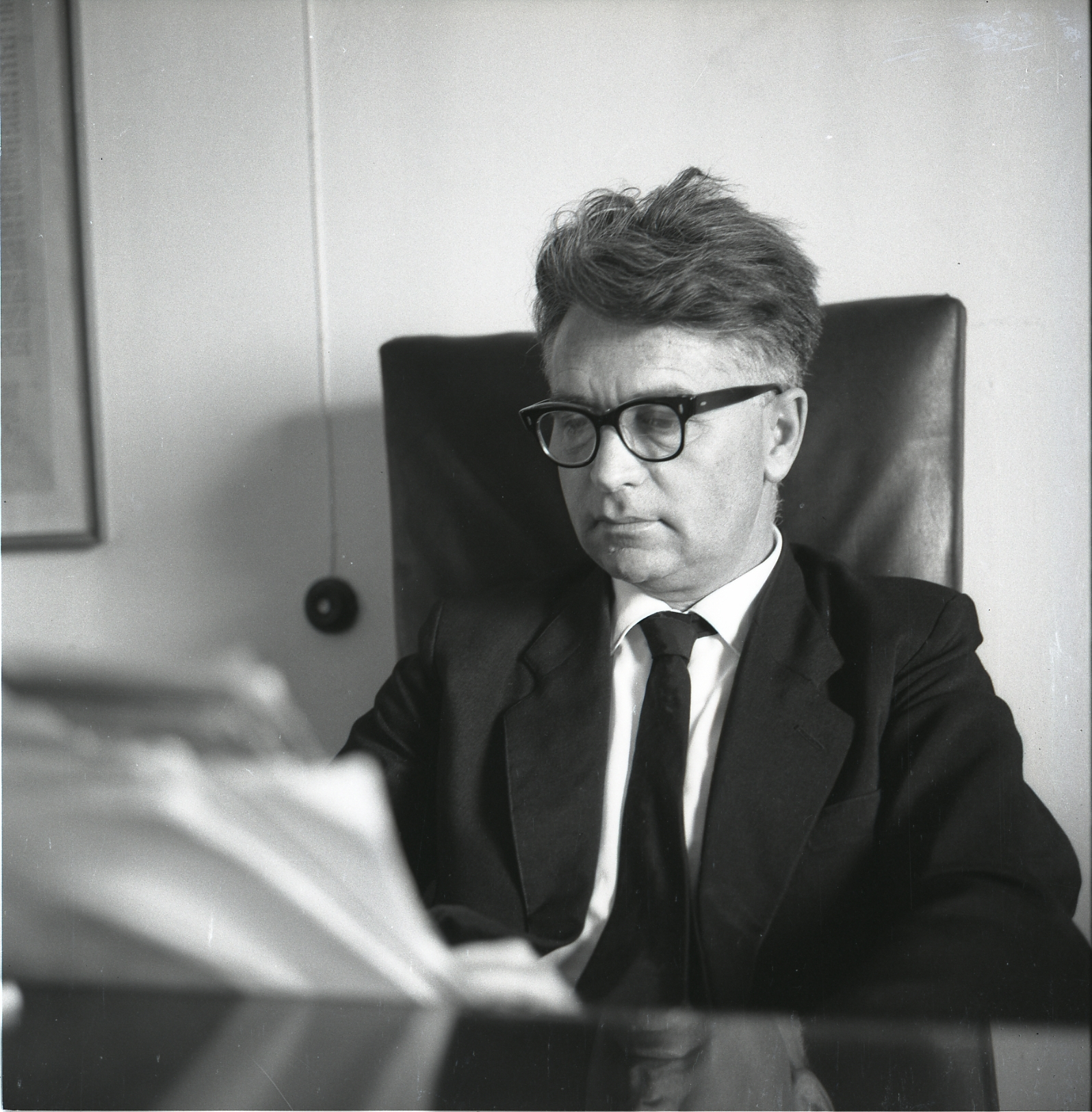
Le juge Halevy en 1969.

Le juge Halevi a pris son temps pour rendre sa décision, le dossier du procès faisant plus de 3000 pages. Le verdict est rendu le 22 juin 1955, soit un an et demi après le début du procès et trois ans après la publication du pamphlet. Le verdict lui-même compte 274 pages ou 239 selon les auteurs.
Après deux ans de procès, dans son jugement, le juge Benjamin Halevi, du tribunal de grande instance, acquitte Gruenwald de calomnie pour les premier, deuxième et quatrième chefs d'accusation, dans une atmosphère très tendue. Il écrit :
« Le parrainage nazi de Kastner et leur accord pour lui laisser sauver six cents Juifs importants, faisaient partie du plan d'extermination des Juifs. Kastner avait une chance d'en ajouter quelques-uns à ce nombre. La tentation l'a séduit. L'opportunité de sauver des gens importants lui plaisait énormément. Il considérait le sauvetage des Juifs les plus importants comme un grand succès personnel et un succès pour le sionisme. C'était un succès qui justifierait aussi sa conduite — ses négociations politiques avec les nazis et le parrainage nazi de son comité. Mais — timeo Danaos et dona ferentes — en acceptant ce cadeau, K. vendait son âme au Diable,,. »
La phrase finale fait allusion à la guerre de Troie et à Faust. Si le juge Halevi a par la suite exprimé des regrets pour ces mots qui ont été utilisés sortis de leur contexte selon lui, ce n’est pas ce que pense Leora Bilsky : selon elle, cette phrase et ces allusions littéraires servent de liant à son verdict. Elle analyse la décision rendue par le juge : devant le caractère inédit de l’affaire, Halevi choisit de lui appliquer le droit des contrats, ce qui lui permet ensuite d’attribuer à Rudolf Kasztner une entière responsabilité pour l’assistance qu’il a donnée à l’extermination des juifs de Hongrie. Le contexte politique du procès détermine ce verdict : Halevi considère que Kasztner (qu’il ne désigne que par la lettre K. dans son rendu) avait le choix entre la résistance et la négociation, la seconde équivalant selon lui à la collaboration et in fine à la trahison. De plus, le droit des contrats permet d’attribuer une intention criminelle à Kasztner. Mais pour cela, Halevi utilise des fictions légales :
- Eichmann et Kasztner sont des partenaires égaux ;
- la négociation est libre ;
- la connaissance que Kasztner avait du génocide équivaut à une intention criminelle d’assister les nazis dans le génocide ;
- la non-communication des informations sur le génocide en cours en fait un collaborateur (cf Pnina Lahav)[61].

Juger les actes de Kasztner pendant la guerre strictement selon le droit des contrats permet à Halevi d’exprimer également sa condamnation morale. Mais le droit des contrats suppose une égalité formelle entre les parties, et la volonté du juge efface l’inégalité radicale entre Eichmann et Becher d’un côté, et Kasztner de l’autre, venant du climat de terreur, des tromperies des nazis et des incertitudes liées à la guerre et à d’autres facteurs, comme les menaces d’Eichmann pendant les négociations (« Vous avez l’air tendu, Kasztner. Je vais vous envoyer à Teresienstadt pour vous reposer ; à moins que vous ne préfériez Auschwitz ? »). De plus, le droit des contrats permet au juge de ne pas tenir compte des intentions subjectives de Kasztner, le cadre juridique retenu « obscurcit au lieu d’éclairer les conditions historiques ».
Le juge retient également comme élément à charge le fait qu’il aurait dénoncé des parachutistes juifs palestiniens et que Kasztner a contribué à envoyer des centaines de milliers de juifs hongrois à la mort en échange de son silence sur les intentions des nazis et la possibilité de sauver quelques milliers de juifs, dont sa famille et ses amis.

#### Conséquences

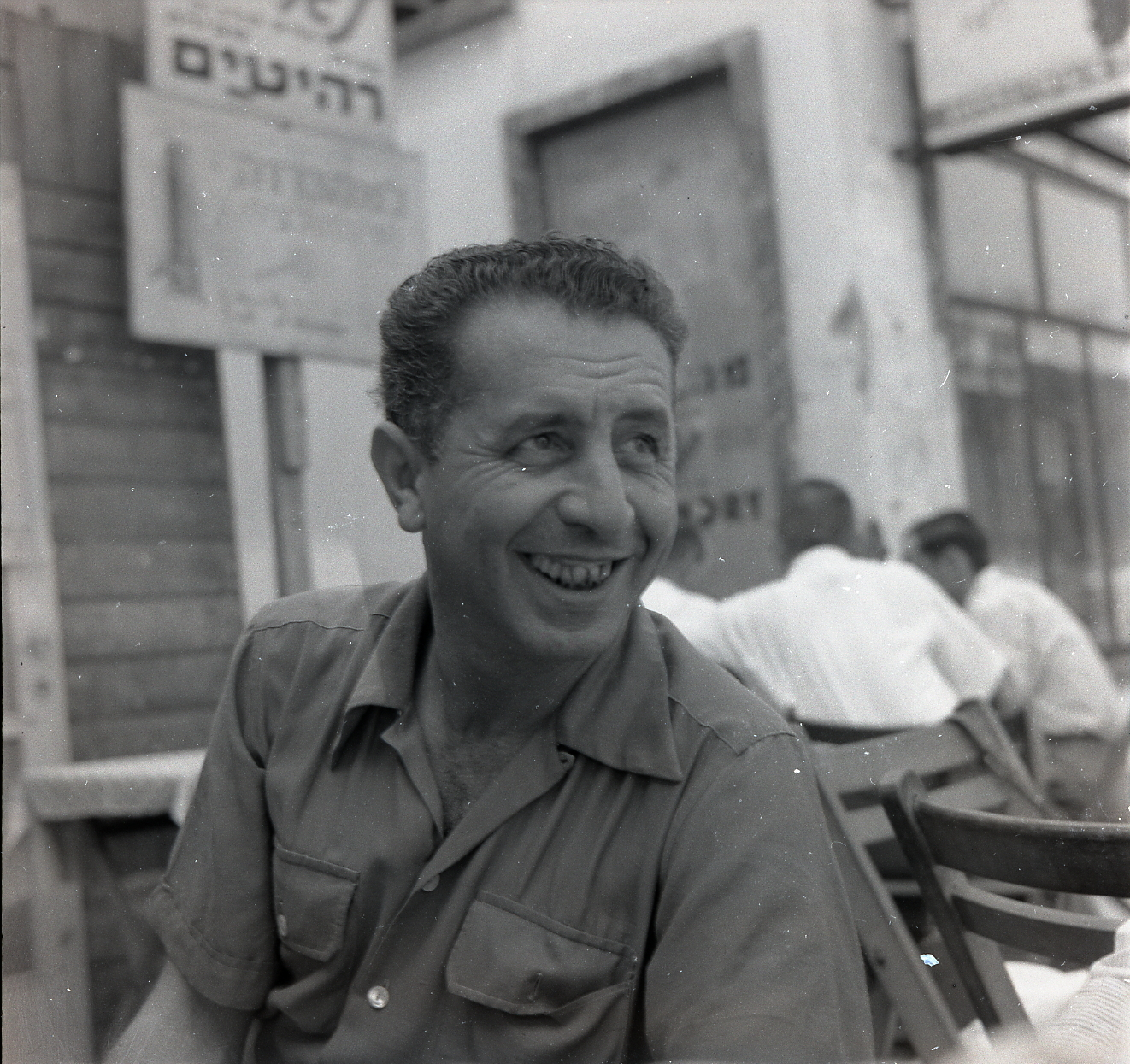
Nathan Alterman à Tel-Aviv-Jaffa en 1950.

La décision du gouvernement israélien de faire appel au nom de Kastner conduit à sa chute. Dès le 29 juin, le parti Hérout proposa une motion de censure et un vote de défiance qui conduisit Moshe Sharett à présenter la démission de son gouvernement. Lors des élections de 1955, la gauche perd des sièges pendant que le Hérout et le Likoud progressent,. Kastner devient alors le symbole du « parvenu » ou du « notable juif » qui aurait préféré négocier avec les nazis afin de protéger ses proches en sacrifiant les plus modestes de la communauté juive, figure diamétralement opposée à celle du héros résistant figurée par Hannah Szenes ou par les insurgés du ghetto de Varsovie. Lui et sa famille sont harcelés, traqués, traités de nazis, menacés de mort.
L’ensemble de la classe politique est alors contre Kastner : la droite qui le poursuit, les communistes aussi, même les travaillistes de Gourion ne font rien pour lui. Cependant, la façon dont le juge Halevi géra le procès souleva des inquiétudes, ce qui conduisit la Knesset à modifier le code criminel pour s’assurer qu’Halevi ne pourrait juger seul Eichmann. À l’origine, il devait être jugé par le tribunal de Jérusalem, présidé par Halevi à l’époque. L’amendement apporté au code précise que toute personne jugée selon la loi sur le châtiment des nazis et de leurs collaborateurs (loi 5710 de 1950) le serait par un collège de trois juges dont au moins un appartenant à la cour suprême.
Le premier à relever les erreurs manifestes dans le jugement d’Halevi est Nathan Alterman, qui utilise sa chronique hebdomadaire dans le journal Davar pour publier une série de poèmes polémiques dans l’été de 1955.
On peut rapprocher ces reproches à ceux faits à l'Américain Varian Fry, qui organisa le sauvetage depuis Marseille de plusieurs milliers d'antinazis et de Juifs, en les sélectionnant selon des critères de célébrité et d'utilité présumée pour son pays, sa mission étant, au départ, l'attribution de deux cents bourses à « certains des meilleurs scientifiques et universitaires européens »,.

### Procès en appel

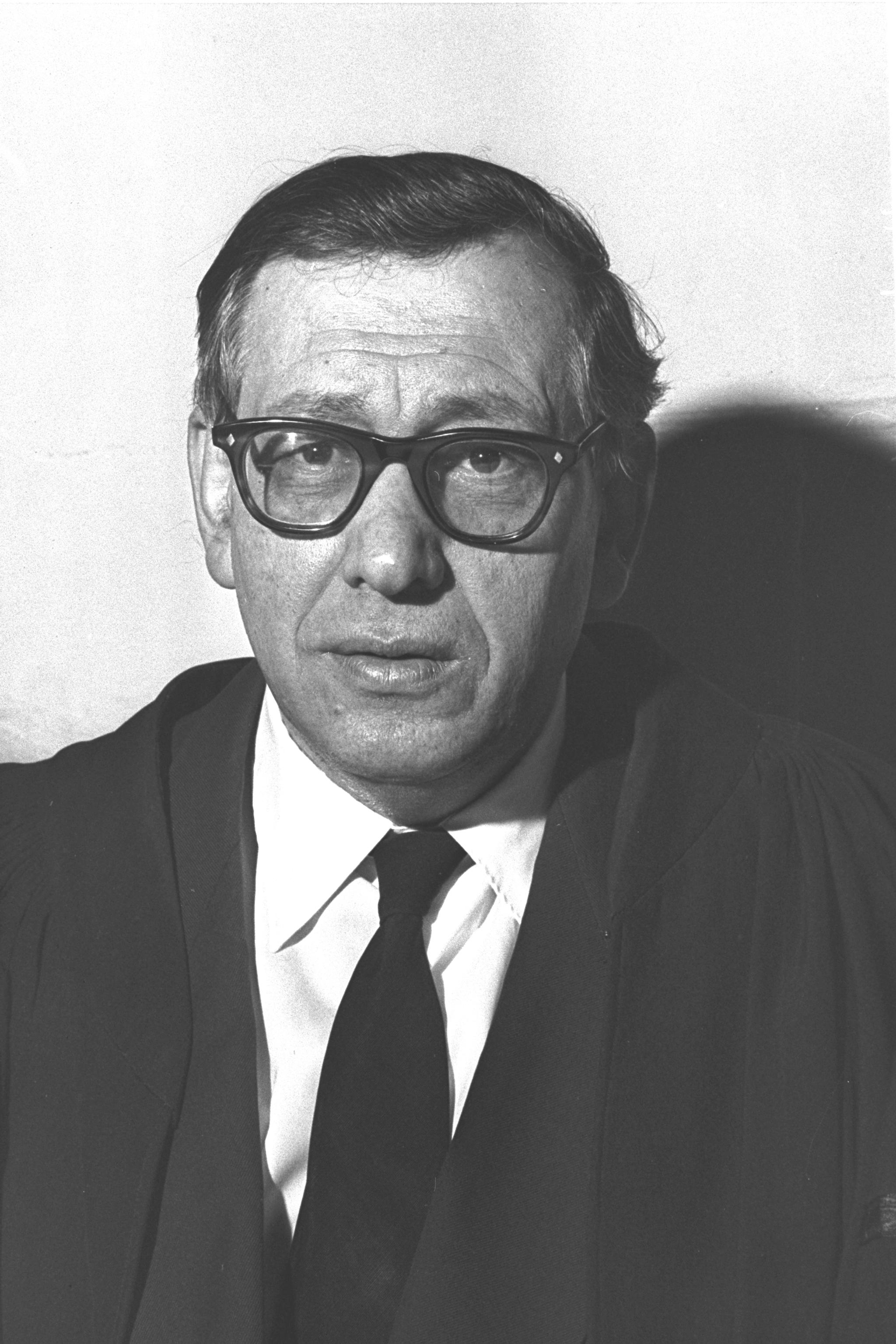
Le juge Agranat en 1962.

Le procureur général fait donc appel devant la cour suprême d'Israël. Pendant toute cette période, Kastner accepte de garder secrète la transaction avec Becher (celle qui permet de récupérer une partie du butin pour financer l’armée israélienne) afin de ne pas nuire à Israël et de ne pas compromettre l’Agence juive. Pour les mêmes raisons, et pour sauvegarder son parti, Ben Gourion ne révèle rien non plus : Yoram Leker considère cela comme « la raison d’État : une injustice commise au nom d’un impératif supérieur, en l’occurrence trouver de l’argent pour l’armée de l’État naissant d’Israël. ».
Le cas étant compliqué, la cour est constituée de cinq juges en appel, contre trois en dispositif normal. La cour d’appel, contrairement au juge Halevy, fait le choix d’une lecture chronologique des faits et de recourir aux outils du droit administratif. Cela lui permet de limiter la responsabilité de Kasztner, mais aussi de tenir compte des changements constants dans le plan de départ, des conditions de terreur qui régnaient alors en Hongrie et du désespoir des dirigeants de la communauté juive. Ce verdict, long et méthodique, renverse la plupart des trouvailles juridiques d’Halevi, affirmant que la loi ne demande pas une compréhension de la réalité en noir ou en blanc. Tout d’abord, il rejette explicitement le droit des contrats pour juger de la conduite de Kasztner, considérant que ledit contrat est illusoire, les conditions n’étant pas remplies. Le juge Shimon Agranat, dit Justice Agranat, tient également compte de quelques faits historiques, comme la fabrique de faux documents par le comité d’aide et de secours, que Kasztner a dû mentir durant les négociations, corrompre des fonctionnaires, dressant le portrait d’un dirigeant responsable, agissant dans l’intérêt de sa communauté plutôt que dans les siens propres, et forcé de prendre des décisions dans des conditions d’incertitude, de tromperie par les nazis et pressé par le temps. Il relève également l’impact des évènements, comme la fin de la guerre qui approchait, le nombre de trains vers Auschwitz qui augmentait, et les longs délais de réponse des Occidentaux
La Cour suprême d'Israël annule la plus grande partie du jugement et innocente Kastner en 1958. La décision est justifiée dans son rapport par ces conclusions :
1. pendant cette période, Kastner n'était motivé que par son désir de sauver des Juifs hongrois, dans leur ensemble, c'est-à-dire le plus grand nombre possible qu'il estimait pouvoir sauver dans les circonstances de l'époque ;
2. ce motif était conforme au devoir moral de secours auquel il était soumis en tant que responsable du Comité d’aide et de secours de Budapest ;
3. influencé par ce motif, il adopta la méthode de négociation financière ou économique avec les nazis ;
4. le comportement de Kastner semble à la fois plausible et raisonnable ;
5. son comportement lors de sa visite à ghetto de Kolozsvár (Cluj) (le 3 mai) et ultérieurement, aussi bien son aspect actif (le plan des « juifs importants ») et son aspect passif (cacher les « nouvelles d'Auschwitz » et le manque d'encouragement pour des actes de résistance et d'évasion sur une large échelle) est conforme avec sa loyauté à la méthode qu'il considérait, pendant les moments cruciaux de la négociation, comme étant la seule chance de sauvetage ;
6. en conséquence, on ne peut pas trouver de faute morale dans son comportement, on ne peut pas trouver de lien entre son comportement et la facilité du transport et de la déportation des Juifs hongrois, on ne peut pas considérer son comportement comme une collaboration avec les nazis[74]. La cour note aussi qu’il a accompli cela au péril de sa vie[9].

Cette décision innocentant Kastner sans le réhabiliter intervient à titre posthume. Parmi les cinq juges de la Cour suprême, quatre le réhabilitent, le cinquième retient la collaboration mais sans participation à la liquidation des juifs hongrois,. Ce troisième juge, Moshe Silber, considère que si la Solution finale fut si facile à mettre en œuvre en Hongrie pour les nazis, cela est dû au silence des dirigeants juifs sur la réalité du génocide en cours. Les dirigeants juifs, même en province, étaient conscients du processus en cours, d’où le fait que plusieurs d’entre eux s’enfuirent, laissant leurs administrés sans direction.

## Assassinat
L’assassinat de Rudolf Kasztner est le premier assassinat politique de l’histoire d’Israël.
Dans la nuit du 3 au 4 mars 1957,, trois membres de l’organisation d’extrême-droite (Sheib) Eldad assassinent Kasztner. Zeev Eckstein, jeune homme né en Palestine alors âgé de 24 ans, et qui n'a aucun lien avec la Shoah, lui tire dessus, accompagné de deux vétérans d’extrême-droite ayant appartenu à la milice Lehi,. Kastner meurt de ses blessures le 15 mars,. Eckstein est vite arrêté et condamné à la prison à perpétuité. Il est libéré après trois ans d’emprisonnement, gracié par Zalman Shazar avec ses deux complices en mai 1963,. Les deux autres membres du commando sont Shemer, chauffeur, et Yosef Menks, organisateur.
En se basant sur des rapports de la cour israélienne, le journaliste et écrivain Ben Hecht a écrit que l'assassin, Eckstein, était, quelques mois avant l'assassinat, un indicateur payé par les services de renseignements du gouvernement israélien, le Shin Bet. Pour certains, des groupes d’extrême-droite et d’extrême-gauche mais aussi l’historienne Idith Zertal, ce sont les services secrets israéliens qui sont responsables du meurtre de Kastner, devenu trop gênant,.
La famille Kastner, tout comme Yoram Leker, estime que les services secrets israéliens auraient pu commanditer cet assassinat pour éliminer un témoin gênant. Elle souligne que le chef des services secrets était un juif hongrois, rescapé d’Auschwitz, plein de rancœur contre Kastner qu’il rendait responsable de la mort de sa famille ; et que Eckstein le laissait entendre. C’est aussi l’avis de Uri Avnery.

## Postérité et controverses sur Rudolf Kastner

### Publications polémiques des années 1950-1960
La réunion entre Kastner et Eichmann fait l’objet de controverses à très long terme en Israël, et surtout parmi la communauté juive d'origine hongroise. Un des points reprochés à Kastner, est qu'il participe lui-même à l'établissement de la liste de ceux qui sont autorisés à quitter la Hongrie par train. De nombreux Juifs sauvés sont des parents, des amis personnels de Kastner ou des Juifs hongrois fortunés pouvant payer pour ceux qui n'en ont pas les moyens, ainsi que les responsables sionistes et de la communauté.[réf. nécessaire]
Le 14 novembre 1955, le comité public d'enquête sur le génocide du peuple juif en Europe, une organisation d'extrême-droite dirigée par Jeremiah Halpern, publie un pamphlet de 13 pages sur le procès, On the significance of the Kastner case en anglais : Sur la signification du procès Kastner, dirigé contre le Mapaï et le gouvernement, qui aurait été prêt à « sacrifier la sainteté de la justice dans son désir de protéger Kastner ».
Le débat autour de la personnalité de Kastner en Israël est encore fortement teinté d’idéologie, chaque camp s’appuyant sur la décision de justice allant dans son sens, et les arguments des uns et des autres étant criblés de mythes. La question se complique de la culpabilité des juifs sionistes de Palestine, qui n’ont rien tenté pour aider les juifs d’Europe : l’historienne Idith Zertal considère que pour eux, il était nécessaire d’ignorer la Shoah (alors que la presse juive de Palestine rendait compte du processus en cours) afin de mener à bien le projet sioniste, à l’exemple de Ben Gourion, qui exprime explicitement son choix de se consacrer à l’avenir de l’État juif et de négliger le sauvetage des individus juifs menacés.
Le récit le plus influent en Israël sur ces évènement est Perfidy, écrite par le juif américain Ben Hecht, qui écarte les sources vérifiables et se fie à ses impressions. C’est ce que Chesky Kopel décrit comme un cas où l’histoire fait l’objet d’interprétations particulières dignes de la midrash ; son récit est comparable à ceux de la Bible, et ne tient aucunement compte des preuves matérielles. Au-delà de Kasztner, ils reprochent à l’Agence juive d’avoir choisi de ne pas intervenir ; dans cette théorie du complot, Kasztner est au centre d’une vaste conspiration visant à monnayer la reconnaissance d’un État juif par la destruction des juifs d’Europe. Malgré la médiocrité de ce livre, il reste le plus connu à propos de l’histoire de Kastner. Le livre Perfidy est réédité en 2017 par la maison d’édition conservatrice Sela Me'Ir, traduit en hébreu.
Shoshana Barri relève que le cas Kastner est le sujet d'un débat public brûlant en Israël depuis 1954, mettant en cause le comportement des leaders juifs de l'Europe occupée, mais aussi les tentatives très limitées d'aide du Yishouv. Elle relève une bibliographie foisonnante sur le sujet.

### Débat depuis les années 1960
Selon Ada Yurman, le procès Kastner constitue un réel lieu de mémoire de la Shoah en Israël, le verdict d’Halevi étant considéré comme le « mauvais verdict » et celui de la Cour suprême comme le bon, le premier se base sur la vision de l’héroïsme de l’époque alors que le second sur la conception du caractère sacré de la vie, l’évocation du procès servant de support au débat sur l’attitude que les Juifs auraient dû avoir durant la Shoah. Elle relève que dans les années 1950 le débat était focalisé sur l’opposition entre les politiques du Mapaï et du Hérout, le second accusant le premier de privilégier l’élite et de ne considérer le reste du peuple juif que comme de la poussière humaine. Et que le procès a mis un terme prématuré à un débat public qui mérite d’avoir plus d’ampleur.
La plupart des Juifs sauvés par Kastner le considèrent comme un héros qui a risqué sa vie en négociant avec Eichmann. Cependant d'autres Juifs hongrois s'interrogent pour savoir si Kastner devait négocier avec Eichmann et si Kastner, au lieu d'un héros, ne serait pas plutôt un collaborateur. En 1960, seize ans après sa rencontre avec Kastner, Eichmann raconte au magazine Life que Kastner « avait accepté de faire tout son possible pour que les Juifs n'opposent aucune résistance à leur déportation, et même qu'ils se comportent correctement dans les camps de regroupement, si je fermais les yeux et laissais quelques centaines ou quelques milliers de jeunes Juifs émigrer vers la Palestine. C'était une bonne affaire. ».
Contrairement aux années 1950, le procès de Kasztner représente aujourd'hui en Israël, selon l'historien M. Kriegel, « avant tout l'incapacité du jeune État (…) à saisir la nature des dilemmes qu'affrontaient les membres des conseils juifs, et sa tendance à resserrer toute la distribution, sur le théâtre de la Shoah, sur les deux seuls rôles du héros et du traître. Une société qui (…) considère dorénavant le procès de 1954 comme l'un des symptômes les plus problématiques de la maladie infantile de son nationalisme. » Cette perception tranche cependant avec l'arrêt de la Cour, qui ne reprochait pas à Kasztner de n'avoir pas mené une révolte, mais surtout de n'avoir pas averti les juifs de Kolozsvár du destin qui les attendait dans les camps, ainsi que de ne pas avoir aidé les parachutistes juifs, dont Hannah Szenes, voire d'avoir « quasiment obligé » deux d'entre eux de se livrer à la Gestapo, et d'avoir témoigné en faveur du SS Becher.
Pourtant Hannah Arendt, dans son Eichmann à Jérusalem paru en 1963, a écrit :
"La guerre terminée, Kastner s'enorgueillissait encore d'avoir réussi à sauver des " Juifs éminents " — catégorie officiellement introduite par les nazis en 1942 comme s'il allait sans dire qu'un Juif célèbre avait le droit de vivre alors qu'un Juif ordinaire l'avait moins, ou ne l'avait pas. À en croire Kastner, " il avait fallu, pour prendre une telle responsabilité [aider les nazis à sélectionner, dans la masse anonyme, quelques " célébrités "] plus de courage que pour affronter la mort ". Les Juifs et les chrétiens qui plaidaient en faveur des " cas d'espèce " n'étaient donc pas conscients d'être des complices involontaires. Mais leur reconnaissance implicite de la règle, qui signifiait la mort pour tous les cas " ordinaires ", devait être d'un grand secours aux assassins. Ils devaient penser, eux, qu'étant sollicités pour des traitements de faveur qu'ils accordaient du reste de temps à autre, ils gagnaient la reconnaissance des intéressés et persuadaient leurs adversaires que ce qu'ils faisaient était légal.". Elle fait de Kasztner le symbole des fautes des Judenräte.
Alice Béja résume le dilemme moral qui a conduit les Israéliens à rejeter la figure de Kasztner : lors de la construction du roman national, les sionistes ont voulu ériger une figure des « nouveaux juifs, conquérants et volontaires » et ne pouvaient donc pas admettre un personnage négociant, apte au compromis, et potentiellement entaché de la mort de centaines de milliers de personnes. Ce roman national a préféré célébrer les insurgés du soulèvement du ghetto de Varsovie ou les quelques volontaires parachutistes tels Hannah Szenes, considérés comme les héritiers des combattants de Massada.
Pour David Luban, les choix de Kasztner restent opaques et impénétrables alors que ses adversaires le voient toujours comme un symbole du mal. Alors que Lucy Dawidowicz reprend la phrase d’Halevi pour défendre les dirigeants communautaires juifs, car selon elle il n’y avait pas d’autres solutions, lui considère que cela les place dans la « zone grise » qu’évoquait Primo Levi. Il relève aussi que plusieurs sionistes ont exprimé l’idée qu’il valait mieux sauver moins de vies mais plus de sionistes convaincus. Il relève aussi que Tamir se fonde sur deux arguments erronés : que les juifs de Hongrie ne savaient pas ce qui les attendaient ; et que s’ils avaient su, ils auraient fui ou combattu. Quant à la question de savoir si Kasztner a décidé raisonnablement, d'un côté il lui semble moralement mauvais d’essayer de livrer du matériel de guerre aux nazis et de négocier pendant des mois avec des meurtriers ; de l’autre côté, le calcul risques-bénéfices relève selon lui d’un braquage de Pascal (des probabilités infimes de réussite mais un enjeu énorme). Et comme il écrit plus loin « comment parler de choix raisonnable dans des circonstances où aucun choix n’est raisonnable ? ».
Le document donnant la liste des personnes arrivées saines et sauves en Suisse, contenant 1672 noms, n’a été sorti des archives de la Bibliothèque nationale d’Israël et publié qu’en 2019. Il est consultable en deux parties (une pour chacun des deux convois arrivés en Suisse en août et décembre 1944) sur le blog des bibliothécaires israéliens.
Aucune rue ni aucune institution ne porte le nom de Kastner en Israël,.

### Archives Kastner
Le train Kastner est commémoré au mémorial Yad Vashem, mais « pas avec la place qu’il mérite » selon Sonia Combe. De même, la famille a dû mener une bataille pour que le mémorial accepte de conserver les archives de Kastner. Le 20 juillet 2007, le mémorial de Yad Vashem (qui conserve une grande partie des archives sur la déportation des Juifs) accueille, lors d'une cérémonie, les archives de Kastner. Celles-ci sont donc consultables. Mais la partie des archives qui établirait que Kastner a agi en accord avec l’Agence juive est toujours interdite d’accès, au nom du secret défense. Alors qu’il aurait agi en accord avec l’Agence juive, c’est-à-dire les élites du jeune État juif,.
Soixante-dix ans après son assassinat, le personnage est toujours aussi contesté.
Si Suzanne Kastner, fille unique de Rudolf, alors âgée de 61 ans, estime que la cérémonie marque une nouvelle étape pour la réhabilitation de son père (« Je pense que l'État d'Israël a finalement retrouvé son honneur perdu dans cette affaire. »), une partie des Israéliens le considère toujours comme un traître.
Le combat pour sa mémoire est mené par :
- Tomy Lapid, survivant de la Shoah, fondateur du parti Shinui laïc et libertaire, président du conseil de direction de Yad Vashem et ami de Kasztner ;
- et par Merav Michaeli, vétéran de l’armée (transmissions), journaliste à Haaretz, député à la Knesset et petite-fille de Kasztner[45].

## Descendance

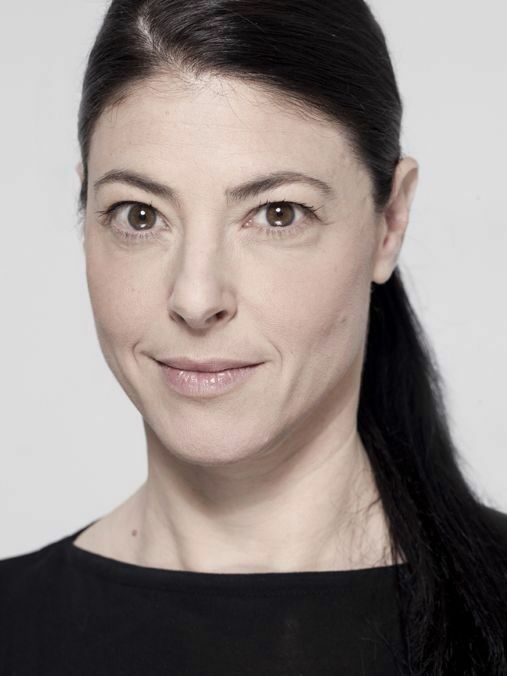
Merav Michaeli en 2013.

Rudolf Kastner a une fille unique, Zsuzsi.
Sa petite-fille, Merav Michaeli, est une journaliste israélienne et députée à la Knesset. Elle fut cheffe du parti travailliste israélien jusqu’en décembre 2023. Elle est également militante féministe et pour la séparation entre la religion et l’État. C’est elle qui a conduit le combat pour que les archives de son grand-père soient admises par le mémorial Yad Vashem.

## Une mémoire disputée: hommages, documentaires, et condamnations
C'est un témoignage de Kasztner qui donna à Raul Hilberg un des arguments centraux de La Destruction des Juifs d'Europe, bien qu'il ne le cite pas dans ce livre.
Aucune rue ne porte son nom en Israël,.

### Films
- Killing Kasztner (en anglais : Tuer Kasztner), de Gaylen Ross (2008), États-Unis, sorti en France sous le titre Le Juif qui négocia avec les nazis le 4 avril 2012. Le film a reçu de nombreuses récompenses. (IMDb, Bande-annonce)
- Eichmann, réalisé par Robert Young en 2007. Kastner est joué par Béla Fesztbaum.

### Livres
- (en) « Kasztner, Rezso Rudolf », Encyclopaedia Judaica, Jérusalem, 1972.
- Ladislaus Löb, L’Affaire Kasztner. Le Juif qui négocia avec Eichmann, André Versailles éditeur, 2013 ;
- Rapport sur les rencontres entre Kasztner et Eichmann, rédigé par Kasztner lui-même : (de) Rezsö Kasztner, Der Kasztner-Bericht über Eichmanns Menschenhandel in Ungarn, Munich : Kindler, 1961 ; (en) Dr Rezsoe Kasztner, Rapport du comité d'aide et de secours juif de Budapest, 1942-1945. T/37(237) présenté au cours du procès d'Adolf Eichmann et référencé T/1113 (BO6-900, Vol. II, p. 908-910)
- Yoram Leker, L’Âme au diable, Paris, Viviane Hamy, 2021.
- Tom Segev : Le septième million : les Israéliens et le génocide, traduction : Eglal Errera ; Éditeur : Liana Levi (15 janvier 2003), collection Piccolo ;  (ISBN 978-2-86746-317-4).
- (en) Anna Porter, Kastner's Train : The True Story of an Unknown Hero of the Holocaust, Douglas & MacIntyre, 2007.
- (en) Paul Bogdanor, Kasztner's Crime, Transaction Publishers, 2019
- Asher Cohen, The Halutz Resistance in Hungary 1942-1944, Boulder Co.: East European Monographs, 1986, p. 198

### Romans
- Amos Elon, Timetable, 1980
- Neil Gordon, Le sacrifice d’Isaac, 1995
- Michal Ben-Naftali, L’Énigme Elsa Weiss, 2019